# Decathlon (entreprise)
Pour les articles homonymes, voir Décathlon (homonymie).
Decathlon (appelée Oxylane de 2008 à 2014) est une entreprise française de grande distribution d'articles de sport et de loisirs, créée en 1976 par Michel Leclercq.
Le groupe Decathlon n'est pas coté en bourse, mais détenu par un actionnariat composé de trois collèges : la famille de l'ex-président fondateur, des salariés et la famille Mulliez. Son siège se situe à Villeneuve-d'Ascq.
En 2023, Decathlon est présent dans 78 pays, avec 1 749 magasins. Son chiffre d'affaires est de 15,6 milliards d'euros sur l'année 2023 dont 17,4 % proviennent des ventes en ligne.

## Historique

### Création
En 1961, Gérard Mulliez ouvre son premier Auchan à Roubaix. Son cousin âgé à l'époque de 22 ans, Michel Leclercq, en est salarié, en tant que boucher. Une tante écrivait à ses parents : « Comment pouvez-vous accepter que votre fils Michel travaille comme garçon boucher à la solde des Mulliez ? ». Michel Leclercq décide d'arrêter ses études d'ingénieur en octobre 1962 à 23 ans. En 1975, alors qu'il s'occupe des achats et de l'informatique pour les 5 000 salariés d'Auchan, il se voit proposer une nouvelle mission. Mais il préfère créer sa propre entreprise et « par correction et sympathie pour [ses] anciens collègues et [sa] famille », il se refuse à aller chez un concurrent. Après un voyage aux États-Unis, il décide de créer une entreprise d'articles de sport pour la famille.
Le 26 juillet 1976, dans la zone commerciale Auchan d'Englos-les-Géants à Englos, près de la ville française de Lille, il ouvre un magasin de type grande surface de vente d'articles de sport en libre-service. Le concept consiste à équiper sous un même toit et au meilleur prix tous les sportifs, du débutant au passionné. Le nom retenu est « Decathlon ». Les six premiers équipiers sont embauchés dans les clubs de sport où Michel Leclercq dépose ses offres d'emploi. À l'inverse, les équipementiers ne se bousculent pas. Intersport-La Hutte et Techniciens du Sport refusent l'accès à leur centrale d'achat et Sport 2000 accepte, puis se rétracte sous la pression d'un détaillant tourquennois. Avec un magasin « à moitié vide », le fondateur pensait que Decathlon ne passerait pas l'hiver 1976. Les concurrents croyaient que l'entreprise était financée par l'Association familiale Mulliez et qu'elle avait d'énormes moyens financiers. À la suite d'une plainte pour refus de vente obligeant Adidas à fournir Decathlon, les autres fournisseurs livrent ensuite l'entreprise.
Dès 1976, l'entreprise Leleu fournit les premiers vélos Decathlon.

### 1986 à 2006
En 1986, « Decathlon Production » voit le jour, avec la mission d'assurer la conception et la fabrication d'articles signés Decathlon. La même année, l'entreprise ouvre son premier magasin en dehors du territoire français, à Dortmund, en Allemagne. Dès 1988, la production s'internationalise avec l'ouverture par Olivier Leclercq (en) du premier bureau de production en Asie. En 1996, elle crée ses deux premières marques de distributeur, (dites « marques passions » en interne), Tribord, la marque des sports aquatiques, et Quechua pour la montagne. En 1999, elle ouvre ses premiers magasins aux États-Unis (autour de Boston), et en Grande-Bretagne à Londres. La même année, Quechua, la marque des sports de montagne s'installe à Domancy au « Pays du Mont-Blanc ».
En 2003, le développement international de l'entreprise prend une nouvelle dimension avec l'ouverture par Matthieu Leclercq du premier magasin chinois à Shanghai. En 2004, Tribord et ses équipes s'installent à Hendaye au bord de l'océan Atlantique pour concevoir leurs produits et être encore plus proches des utilisateurs. Aptonia et Géonaute, marques destinées au bien-être des sportifs épris d'aventure sont créées. En 2005, Kalenji (course) et Fouganza (équitation) font leur apparition. En 2006, c'est la création d'Artengo pour les sports de raquette, et implantation en Russie.
En 2006, l'entreprise ferme quatre magasins (sur dix-huit à l'origine) et se retire du marché américain, ses résultats outre-Atlantique étant en forte dégradation. Dans un pays mûr où existe une très forte concurrence, Decathlon n’a pas su se démarquer. Cette même année, Decathlon ouvre son premier magasin en Russie, à Moscou.

### 2008 - 2015: Ère Oxylane
En 2008, le Groupe Decathlon devient Oxylane. Les dirigeants considèrent alors que le nom « Decathlon » est devenu réducteur par rapport à l’ensemble des activités développées au sein du groupe. Ce changement de nom reflète aussi une nouvelle organisation plus verticalisée, par filiales. Certaines s’adressent directement au client, par le biais de la vente, avec notamment Decathlon, filiale historique, mais aussi d’autres formes de vente telles que Decathlon Essentiel, Ataos, Decathlon city, Decathlon Village, Decathlon Mobility, Chullanka, Cabesto, Terres et Eaux, DecaPro, Fonisto, Skimium.com. D’autres filiales sont plutôt tournées vers le B to B. C’est le cas des « marques passion » et des « marques de composants (technique) » qui reçoivent l’appui du centre de design intégré et des laboratoires de recherche et développement.
Le 26 mars 2009, Olivier Leclercq remplace son père à la présidence du réseau Oxylane. Il est aussi à cette date l'un des sept gérants commandités élus de l'AFM gérant les affaires de la famille Mulliez. Olivier Leclercq a travaillé quinze ans à implanter Decathlon Production en Asie (Taïwan, Corée, Hong-Kong, Chine, Thaïlande, Inde, Singapour, Indonésie, Pakistan). En 3 ans, il a solidement implanté le groupe dans les pays des BRICS et réalisé une augmentation de la valorisation de 66 % (record en euros du groupe Mulliez).
En 2009, la marque du golf Inesis, installe son siège international à Marcq-en-Barœul. Cette même année, Kipsta (sports collectifs) annonce son implantation sur la zone de l'Union à Tourcoing. Oxylane implante son centre international de logistique à Delta 3 à Dourges (entre Lille et Lens). C'est à la fois le siège international des équipes logistiques, mais aussi un entrepôt de 51 000 m2 où l'innovation dans les procédures de réception et d'expédition joue un rôle important. Enfin, Decathlon s'implante en Roumanie.
En 2010, ouvre à Lille le b’Twin Village. Ce site entièrement consacré au vélo rassemble les équipes de la marque b’Twin, une usine d’assemblage et un magasin destiné aux amoureux du vélo. Decathlon s'installe dans deux nouveaux pays : en République tchèque et en Turquie.
En 2011, création de FLX. Marque spécialisée pour le cricket, développée pour l'Inde, mais aussi l'Australie et le Royaume-Uni. Prise de participation dans le magasin spécialisé Au vieux plongeur.
Le 22 juin 2012, Matthieu Leclercq succède à son frère aîné Olivier à la présidence du réseau Oxylane.

### 2014: Retour du groupe Decathlon
En 2014, Oxylane reprend le nom de Decathlon.

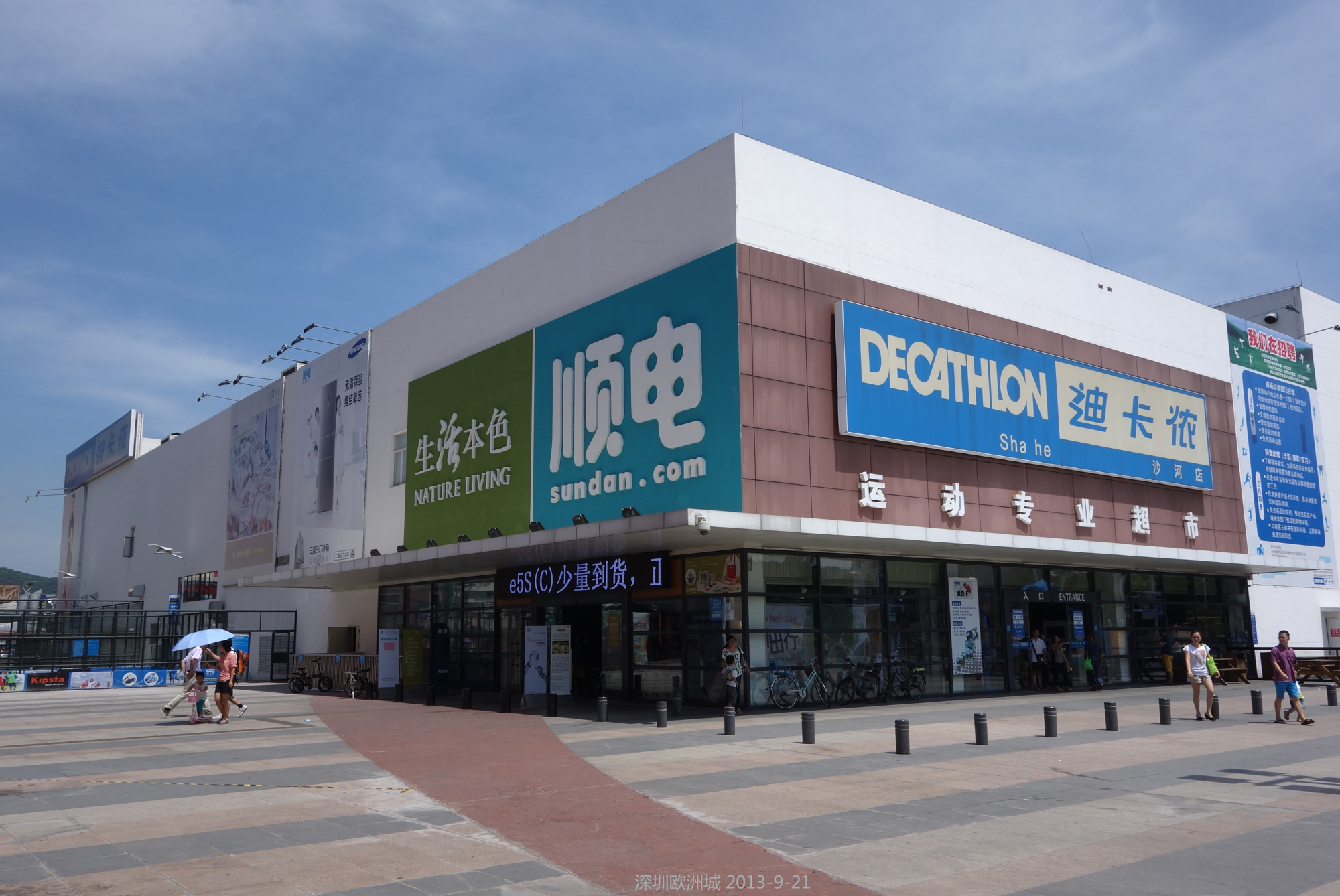
Un magasin Decathlon à Shenzhen (Chine) en 2013

En 2015, Michel Aballea devient directeur général du groupe Decathlon. La même année, Decathlon ouvre 140 magasins à l’étranger, dont 51 en Chine.
Le 19 février 2015, l'enseigne ouvre un nouveau magasin sous le nom de Decathlon Mobility à la gare de Lille-Flandres, sur une surface de 175 m2. Ce nouveau concept est entièrement voué à la mobilité urbaine dont le distributeur nordiste avait ouvert depuis début 2010 un magasin sous l'enseigne Greenway dans le même lieu, mais qui a fermé ses portes le 24 décembre 2014.
Le 5 octobre 2015, Decathlon lance le projet Alive by Decathlon., un lieu ouvert à tous, utilisateurs sportifs, entreprises externes et coéquipiers, adossé au magasin Decathlon Campus (Villeneuve-d'Ascq, France) et dont l’acronyme signifie « All Living Innovation Values Everyday ». Espace d’échanges, d’inspiration, d'exploration et de création, Alive permet de concrétiser les premières phases d’incubation d’un projet, en proposant une ambiance propice à la prise de hauteur. Plus qu'un lieu, c’est un véritable écosystème qui rassemble un lieu physique, des outils et un accompagnement humain autour de 3 axes : la créativité, la compréhension de l’utilisateur et la prospective. Les équipes proposent plusieurs formats d’échanges dans ce centre d’innovation multiprocess : journées d'inspiration, conférences, ateliers, formations, incubation, expositions.
En janvier 2016, l'enseigne teste un nouveau concept appelé « Osons » dans son magasin précurseur (celui d'Englos). Le but est d'avoir 0 stock. Tous les articles sont présents dans le magasin, mais aucun client ne peut partir directement avec. Il doit scanner avec son smartphone ou un autre appareil le QR Code sur l'article voulu, valider sa commande, procéder au règlement aux caisses automatiques dans le magasin. Les articles commandés arrivent le lendemain gratuitement dans le magasin. Il s'agit d'un commerce en ligne en grandeur réelle.
Decathlon concède le 15 février 2019 avoir vécu une « année 2018 maussade » en France en raison de plusieurs facteurs : une réorganisation de ses magasins, un changement de stratégie et un effet lié à la crise des gilets jaunes.
En septembre 2019, Decathlon acquiert une partie du capital de l'entreprise Alltricks, spécialiste de l’équipement du vélo, du running et du triathlon sur internet,,, créée par Gary Anssens en 2008.
Début février 2020, Decathlon annonce un accroissement de ses ventes mondiales de plus de 9 %, ce qui porte son chiffre d'affaires à plus de 12,4 milliards d'euros sur l'année 2019,. Le succès de Decathlon, présent dans 69 pays et qui touche 87 disciplines sportives distinctes, se bâtit désormais autour de la concentration sur ses propres marques au détriment des grandes marques de sports pour un ratio d'environ 80 % / 20 %.

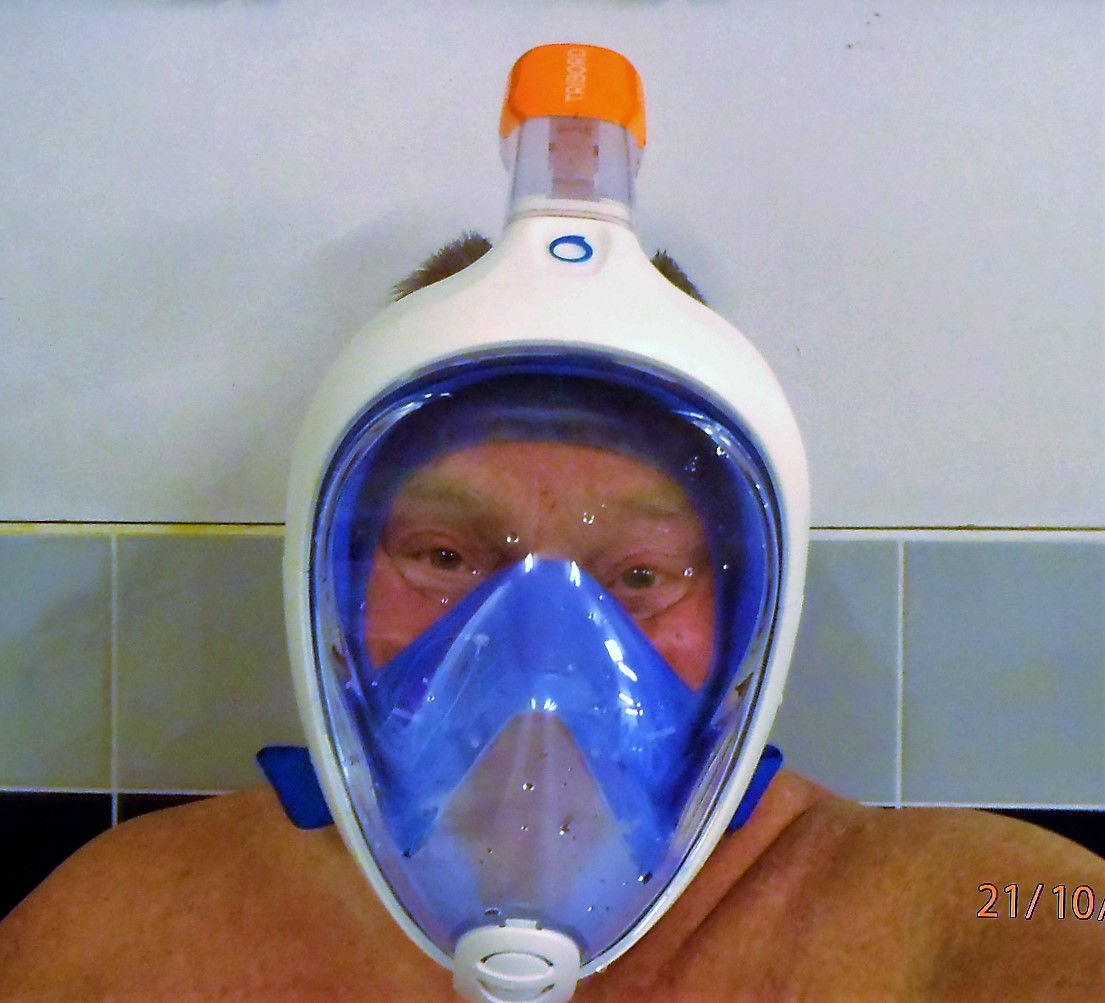
Le masque de snorkeling Easybreath

Lors de la pandémie de maladie à coronavirus de 2019-2020, l'enseigne retire de la vente son masque de plongée « Easybreath » de la marque Subea, alliant masque et tuba en une seule pièce, pour le donner aux personnels hospitaliers en manque de masques de protection et d’assistance respiratoire ; des soignants en Italie et en France ayant réussi à les adapter à des respirateurs,.
Le 21 novembre 2020, Decathlon s'illustre médiatiquement en annonçant le retrait de ses publicités sur la chaîne CNews, car il indique ne pas être en accord avec le ton de la chaîne qui multiplie les provocations sur son antenne, particulièrement avec les interventions du polémiste Éric Zemmour,.
Début février 2021, Decathlon annonce le lancement de Decathlon Expérience, une plateforme de réservation de séjours. La plateforme permet ainsi de réserver des hébergements, des activités sportives en lien avec la montagne (forfait de ski), du matériel de sport, un transport ou encore de souscrire une assurance. L'activité de Decathlon Expérience se concentre dans un premier temps sur la montagne, mais devrait, à terme, concerner une soixantaine de sports.
C'est également à cette période que le groupe dévoile le premier prototype d'un masque de protection spécialement destiné à la pratique sportive, en vue notamment de la réouverture des salles de sport fermées en raison de la pandémie de Covid-19.
Le groupe est cité dans l'enquête OpenLux du journal Le Monde sur l'évasion fiscale par une domiciliation fiscale au Luxembourg,.
En février 2021, la direction annonce la signature d'un partenariat avec la NBA. Dans le cadre de ce dernier, Decathlon via Tarmak va assurer la conception et la distribution mondiale (hors États-Unis et Canada) d'articles avec les logos et couleurs des divers clubs de la National Basketball Association américaine,.

### 2022 à début 2025: réformes rapides sous la houlette d'une nouvelle direction générale
En janvier 2022, Decathlon annonce la nomination de Barbara Martin Coppola au poste de directrice générale à partir du mois de mars 2022 ; elle devient la première dirigeante choisie à l'extérieur du groupe Mulliez. Cette franco-espagnole, ancienne d'Ikea, remplace Michel Aballea qui était en poste depuis 2015.
Sur l'ensemble de l'année 2022, Decathlon affiche un bénéfice net stable à 923 millions d'euros tout en enregistrant plus de 15 milliards d'euros de ventes dans le monde entier.
En juillet 2023, l'enseigne annonce qu'elle va supprimer une trentaine de ses marques dont Artengo, Wedze ou encore Olayan . En novembre de la même année, Decathlon confirme l'acquisition de la marque allemande Bergfreunde (de), spécialisée en matériel de haute montagne, d'escalade et autres équipements de plein air.

#### 2024: nouvelle identité et internationalisation
Début 2024, la marque dévoile une nouvelle identité graphique, accompagnée d'un double objectif : consolider sa gamme de marques à une douzaine et diminuer ses émissions de carbone de 20 % d'ici 2026. La nouvelle identité graphique introduit un tout nouveau logo, "l'orbite", et un nouveau slogan « Ready to play »,.
Decathlon conforte sa marque en sponsorisant les Jeux olympiques d'été de 2024, ainsi que les sportifs Antoine Griezmann et Teddy Riner.
Aux États-Unis, l'entreprise lance une application de shopping en 3D sur Apple Vision Pro, offrant ainsi une nouvelle façon de faire ses achats.
En novembre 2024, la direction annonce qu'elle va verser plus d'un milliard d'euros de dividendes à son actionnaire, la famille Mulliez. Une décision qui suscite de nombreuses polémiques et protestations parmi les syndicats et salariés de l'entreprise, au regard notamment du plan social chez Auchan ou 2 400 suppressions d'emplois sont prévues,,.
Début décembre 2024, un mouvement de grève est lancé pour protester contre le versement du milliard d'euros de dividendes aux actionnaires, mais il est peu suivi. Un journal évoque à ce sujet une peur de représailles chez les salariés,.
Toutefois, la croissance du marché français des articles de sport, très forte en 2022, s'effondre à 2% en 2024. Il en va de même du chiffre d'affaires de Decathlon, dont les bénéfices baissent en 2024.
En juillet 2024, Decathlon annonce un investissement dans Recyc'Elit, une start-up spécialisée dans le recyclage chimique des textiles en polyester et des plastiques PET complexes.

### 2025: modification managériale majeure
En février 2025, Julien Leclercq, descendant de Louis et Marguerite Mulliez-Lestienne et fils du fondateur de Decathlon Michel Leclercq, est nommé président du conseil d'administration à la place de Fabien Derville. Un mois plus tard, en mars 2025, la directrice générale Barbara Martin Coppola est remplacée par l'espagnol Javier Lopez, un "Decathlonien historique". Ce double départ est interprété par le journaliste Frédéric Tain comme une reprise en main par le groupe Mulliez et une « révolution managériale » au sein de Decathlon. En effet, Barbara Martin Coppola pratiquait le « management pyramidal » qui a fait des dégâts humains au sein de l'entreprise. Il s'agit donc de revenir à une méthode de management plus consensuelle,.

## Activités
Decathlon regroupe deux activités : la création de produits sportifs d’une part et la distribution d’autre part. Decathlon maîtrise donc l'ensemble de la chaîne de développement du produit : de la recherche et développement à la vente en passant par la conception, la production et la logistique. Decathlon et les autres enseignes de vente, locale ou en ligne, diffusent les produits des marques du groupe, telles que Tribord, Quechua, Domyos, B'Twin ou Kalenji.

### Enseignes du groupe
- Decathlon - omnisport
- Decathlon Essentiel (anciennement Koodza puis Decathlon Easy)  - magasins de proximité magasin de 1000 m², distribuant les marques Decathlon.
- Decathlon City : magasin de 500 m2[61] (anciennement Decat')
- Decathlon Mountain : vente de produits pour les sports de montagne (randonnée et trail, ski et snowboard, VTT...), directement dans les stations
- Decathlon Pro : vente aux professionnels
- Skimium.com (anciennement) : réservation de skis et snowboard sur internet
- Alltricks : Spécialiste de l’équipement du vélo et du triathlon sur internet
- Decathlon Village : espace associant activités et événements sportifs gratuits, autour d'un magasin Decathlon. En 2016, neuf villages sont implantés en France. Le premier a été imaginé à Bouc-Bel-Air dans les Bouches-du-Rhône, en 2001[62].
- Decathlon Outdoor : site web et application d'itinéraires de randonnée[63]
- Decathlon Travel : service annexe de Decathlon proposant des voyages sportifs en France et dans le monde.

### Marques Decathlon
Jusqu'en 2024, Decathlon rassemble quarante-neuf marques pour des domaines sportifs spécifiques dont : 
- Allsix : volley-ball indoor
- Aptonia : triathlon, nutrition et santé
- Atorka : handball
- Artengo : tennis
- B'Twin : cyclisme, textiles et accessoires, sous-divisée en Triban (cyclotourisme), Van Rysel (route), Rockrider (VTT), Riverside (VTC), Elops (vélo de ville) et B'Twin (enfants)
- Caperlan : pêche
- Copaya : beach-volley
- Corength : Musculation & Cross Training
- Domyos : arts martiaux, fitness, gymnastique et danse
- Dreamscape : snowboard
- Evadict : Trail-running
- FENC'IT : escrime
- Forclaz : trekking
- Fouganza : équitation
- Geologic : sports de précision
- Géonaute : Course d'Orientation
- Inesis : golf
- Inovik : ski de fond
- Itiwit : sports de pagaies
- FLX : cricket
- Kalenji : Jogging
- Kimjaly : Yoga
- Kiprun : Running
- Kipsta : football
- Korok : hockey sur gazon
- Kuikma : Padel
- Nabaiji : natation en piscine
- Newfeel : marche sportive
- Offload : rugby
- Olaian : surf
- Orao : kitesurf
- Oroks : hockey sur glace
- Outshock : sports de combat
- Oxelo : sports de glisse urbaine (roller, trottinette, skateboard)
- Perfly : badminton
- Pongori : tennis de table
- Quechua : randonnée de montagne
- Rockrider : VTT
- Simond : alpinisme et escalade
- Solognac : chasse
- Subea : plongée
- Tamahoo : windsurf
- Tarmak : basket-ball
- Triban : cyclotourisme
- Tribord : sports aquatiques en mer et voile
- Van Rysel : vélo de route
- Wed'ze : sports de glisse sur neige

Pour accompagner sa nouvelle identité graphique, le groupe rationalise son nombre de marques, autour de 9 identités grand public et 4 marques expertes, : 
- Marques grand public
  - Quechua (montagne)
  - Tribord (eau et vent)
  - Rockrider (cyclisme en extérieur)
  - Domyos (fitness)
  - Kuikma (raquette)
  - Kipsta (sports collectifs)
  - Caperlan (nature)
  - B'twin (glisse urbaine et mobilité)
  - Inesis (sports de précisions).
- Marques expertes
  - Van Rysel (cyclisme)
  - Simond (alpinisme)
  - Kiprun (course à pied)
  - Solognac (chasse)

### Implantations

Pays avec magasins Decathlon.

Decathlon est implanté avec plus de 1 176 magasins (2016) dans 34 pays (juillet 2017), en France et à l'étranger, notamment en Europe, mais aussi ailleurs dans le monde : Australie, Brésil, Chine, Inde, Maroc, Mexique, Colombie, Russie, Turquie
En environ une décennie, le groupe a couvert de magasins Decathlon l'essentiel du territoire français. Depuis 2008, cette couverture semble proche de la saturation commerciale.
La France étant devenue un pays avec une forte implantation de magasins, l’expansion de Decathlon se tourne désormais essentiellement vers l’international.
L'enseigne s'était retirée d'Argentine et du Danemark en 2002 après avoir essuyé un refus pour la création d'un magasin de 10 000 m2 à Copenhague en 2000.
Depuis 2008, la moitié du chiffre d’affaires du réseau Oxylane est réalisé hors de France. Cela s’explique en partie par la volonté de l’entreprise de se développer notamment dans les pays du BRICS (Brésil, Russie, Inde, Chine, Afrique du Sud).
Début 2019, Decathlon est implanté dans 51 pays à travers le monde.
Implantation par continent :
- Europe : Allemagne, Autriche, Belgique, Bulgarie, Croatie, Espagne, France, Hongrie, Italie, Irlande, Lituanie, Malte, Pays-Bas, Pologne, Portugal, République tchèque, Roumanie, Royaume-Uni, Russie[74], Serbie, Slovenie, Suède et Suisse.
- Afrique : Afrique du Sud, Algérie depuis 2019, Côte d'Ivoire depuis 2016, Maroc (19 magasins) depuis 2009, Sénégal depuis 2019[75], Tunisie depuis 2017, république démocratique du Congo depuis 2017, Kenya depuis 2018.
- Amérique du Nord : Mexique[76], Canada, États-Unis (de 1999[73] à 2022[77]).
- Asie : Chine (169 magasins) + Hong Kong (2 magasins[78]), Inde[10] avec 129[11] magasins, Malaisie[79], Thaïlande, Taïwan, Indonésie, Oman, Philippines, Corée du Sud, Japon (après rachat du site de vente en ligne Naturum en 2014[80]).
- Océanie : Australie (à partir de 2015[81]), Nouvelle-Calédonie et en Polynésie française.

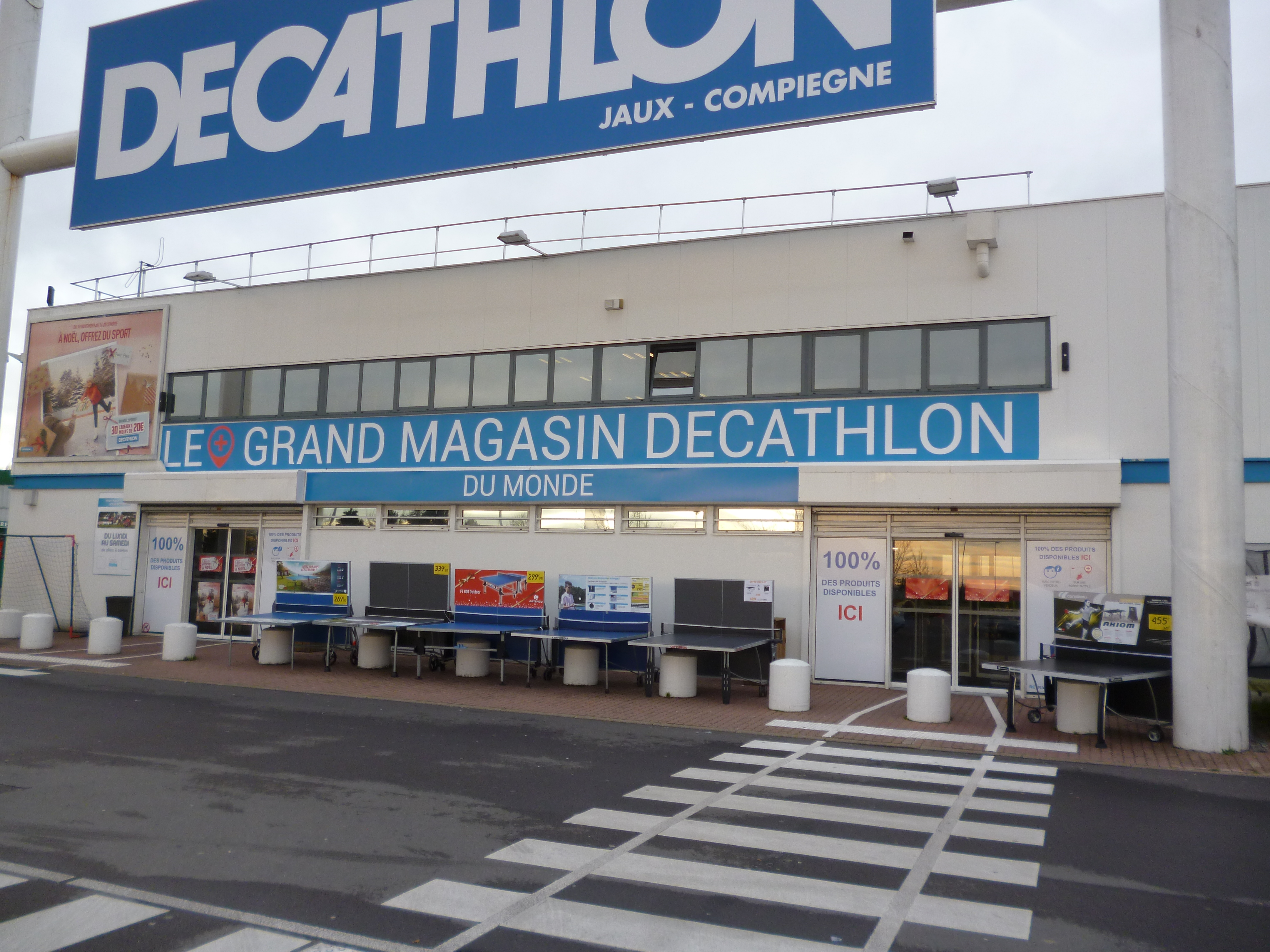
Le magasin de Jaux-Compiègne (Oise), indiqué comme étant le plus grand au monde (anciennement).

### Poursuite de l'activité en Russie après l'invasion de l'Ukraine

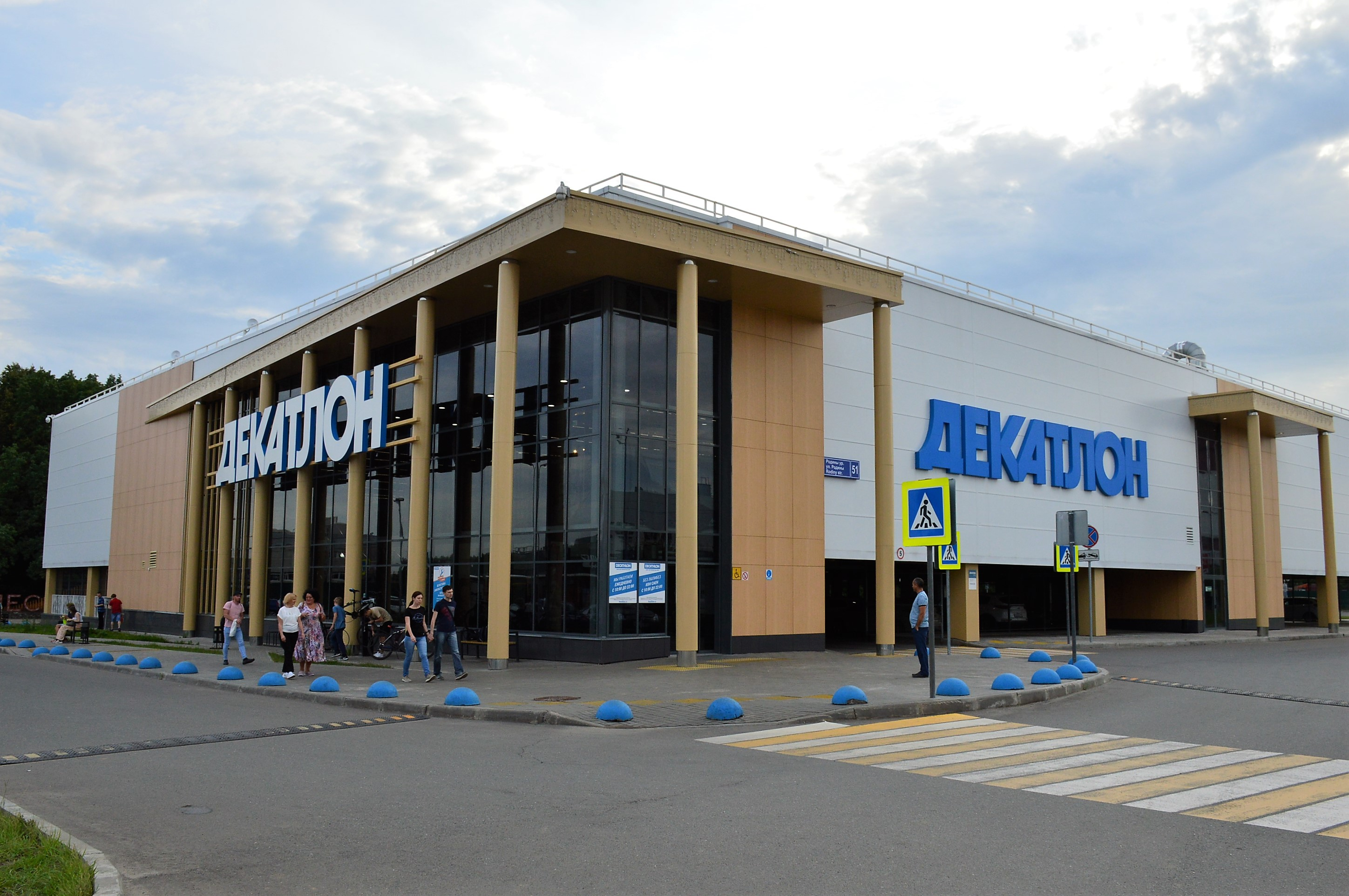
Un magasin Decathlon à Kazan en Russie

À la suite de l'invasion de l'Ukraine par la Russie, l'enseigne est pointée du doigt pour sa volonté de rester présente en Russie tout comme les autres entreprises du groupe Mulliez. Mais l'entreprise déclare penser à ses salariés sur place. « On a 2 500 employés qui sont là depuis 2006, et il faut se poser la question de savoir si on lâche ces gens du jour au lendemain ». Le 29 mars 2022, l'enseigne annonce la "suspension" de ses activés en Russie à cause de problèmes d'approvisionnement,.
Durant l'été 2023, Decathlon cède ses magasins implantés en Russie à une société locale ARM. En décembre 2023, une enquête de Disclose révèle que Decathlon a continué de livrer les repreneurs russes de ses magasins en Russie en passant par une société-écran à Dubaï et une filiale située à Singapour,. L'entreprise se défend en expliquant fournir pendant encore un temps limité des produits à son successeur ARM afin d'accompagner le repreneur.

## Bilan économique

### Résultats économiques
Son succès a fortement contribué à la baisse des prix de vente principalement en France, ainsi qu'à la concentration du secteur, tandis que ses propres marques de plus en plus innovantes mettent parfois en grandes difficultés des fabricants traditionnels. Comme pour Walmart dans la distribution alimentaire, certains fabricants et pas d'autres sont référencés dans l'offre mondiale du distributeur.
En 2008, l'enseigne Decathlon a devancé tous ses concurrents sur trois points : la marge ; la part de marché, plus que celle des trois suivants réunis ; le plus fort chiffre d'affaires au m2 de surface de vente. Elle se place 3e au niveau mondial.
Une enquête menée en 2008 sur 774 zones de chalandise à la demande du ministère de l'Économie et des Finances montre que, « pour les articles de sport, Decathlon se trouve en position dominante dans 92,8 % des zones ». Cette situation hégémonique a pour double conséquence de marginaliser ses concurrents commerciaux, notamment les détaillants indépendants, et de ruiner ou de pousser aux délocalisations les industriels du secteur.

### Concurrence
Le 30 octobre 2009, les éternels concurrents et rivaux historiques Go Sport et Sport 2000 s'unissent pour créer ensemble hors de l'Union européenne, en Suisse une centrale d'achat commune (International Sports Retail Development ISRD). « Cette entité suisse est destinée à pressuriser [sic] au maximum nos grands fournisseurs internationaux », déclare François Neukirsh DG de GO Sport au journal Les Échos.

## Bilan social et environnemental et image de marque

### Conflits sociaux
Le personnel des magasins n'est pas épargné par la course à la rentabilité.
Si le géant de la distribution place l’innovation au coeur de son modèle économique avec 3 500 nouvelles références chaque année, les relations avec ses fournisseurs ou ses prestataires de services se révèlent parfois très conflictuelles. Placées sous très forte dépendance économique, certaines start-up ont pu voir leur pérennité gravement menacée par le groupe. C’est le cas de la société Giroptic à qui, selon le magazine Capital, Decathlon réclamait 60 millions d'euros de dommages et intérêts dans le but de lui interdire de commercialiser ses caméras 360°. Autre exemple des relations difficiles entre une start-up et le groupe, en 2015, la société Ubisolutions, en la personne de son fondateur Fabrice Zerah, accuse la grande enseigne d’avoir copié son système RFID de traçabilité des marchandises.
Le 16 octobre 2021, à l'appel de la CFDT et de son délégué syndical Sébastien Chauvin, l'enseigne connaît sa toute première grève nationale. Les salariés de Decathlon se mobilisent contre la baisse de leur pouvoir d'achat. Alors que la direction refuse de répercuter la hausse du SMIC à tous les salariés, 350 millions d'euros vont être versés aux actionnaires familiaux (AFM gérant les affaires de la famille Mulliez). Le 12 novembre 2021, la CFDT appelait une nouvelle fois les employés de Decathlon à faire grève : « Qu'on ait 30 ans d'ancienneté ou qu'on soit arrivé hier, on gagne le Smic, ou à peine plus », relate un salarié interrogé par France Bleu.

### Recours à des travailleurs peu payés et accusations d'esclavage moderne
Comme les autres groupes de la grande distribution, Decathlon vend dans ses magasins un grand nombre de produits fabriqués dans des pays asiatiques à bas salaires.
Selon une enquête du média d'investigation Disclose, parue en février 2025, la stratégie low cost de l'entreprise conduit « les principaux fournisseurs de Decathlon en Asie [à avoir] recours à plusieurs formes d’esclavage moderne ». En regard des neuf sites de production propriété de Decathlon, l'entreprise recourt à plus d'un millier de sous-traitants, essentiellement situés en Asie et sélectionnés pour leurs prix bas, avec une logique extrême de chasse aux coûts. Ainsi, chez le fournisseur Edison Footwear, au Bangladesh, qui produit les baskets « Kalenji Run 100 » pour Décathlon, les salariés sont rémunérés l'équivalent 87 euros par mois pour soixante heures de travail, un montant insuffisant pour vivre selon le média, et des enfants de plus de quinze ans sont (légalement) rémunérés au rabais — Décathlon indique que « ses audits n’ont révélé aucun cas de travail d’enfant ».

### Image de marque
En 2012, l'entreprise est, selon l'échelle de Likert, la préférée des marques de sport avec 27 % devant Reebok et Adidas.
Selon un sondage du journal local du Nord-Pas-de-Calais La Voix du Nord établi en mars 2013, 95 % des personnes sondées connaissent, même juste de nom, la marque.
Selon un sondage Ifop pour Eight Advisory et le Journal du Dimanche, Decathlon est l'entreprise « la plus admirée des Français » en 2019, 2020 et 2021.

### Critiques de la vente de poissons vivants
L'association de protection animale PAZ a lancé une campagne en 2019 pour demander à Decathlon de cesser de vendre des poissons vivants destinés à la pêche au vif. Cette technique de pêche consiste à planter un hameçon dans le dos ou la bouche d'un poisson vivant pour pêcher un poisson carnassier (brochets par exemple). Des pétitions de clients et d'élus locaux, visant des magasins précis et dénonçant des actes de cruauté envers les animaux, ont vu le jour en 2023. Au 3 janvier 2024, selon PAZ, 23 pétitions ont été lancées. En décembre de la même année, Decathlon répond aux journalistes qu'une transition est en cours depuis les vifs vers les leurres, mais que « si DECATHLON cesse brutalement de vendre des vifs, les habitués de cette pratique s’en procureront par d’autres circuits moins engagés dans l’évolution vers la pêche au leurre »,.

## Actionnariat
Les familles Mulliez (51 %) et Leclercq (49 %) sont les actionnaires depuis plus de trente ans de cette entreprise. Ils ont ouvert en 1986 via un fonds dénommé « Oxyval » le capital aux salariés de l'entreprise, salariés qui en possèdent aujourd'hui plus de 10 %[réf. nécessaire].

### Slogan
Le slogan « À fond la forme ! » est né d’une conjugaison d’exemples proposée par Jacques Séguéla début 1983 : « À fond la chasse », « À fond la pêche », « À fond le vélo », etc.[réf. nécessaire]. Benoit Poizat, un des six coéquipiers de Michel Leclercq, alors responsable de la communication et de la publicité, décide de ne retenir que « À fond la forme ! » plus en adéquation avec les valeurs de l'entreprise[réf. nécessaire].

### Logos

Logo de 1976 à 1980.
Logo de 1990 à 2024.
Logo depuis 2024.

### Recherche
Decathlon a créé des « magasins-laboratoires » pour inventer et mettre au point ses nouveaux produits. Ceux de la gamme Quechua sont créés près de Chambéry, ceux de Tribord à Hendaye et ceux de Caperlan (pêche) à Cestas.

## Activité de lobbying

### Auprès des institutions de l'Union européenne
Decathlon missionne en 2019 plusieurs cabinets inscrits au registre de transparence des représentants d'intérêts auprès de la Commission européenne, dont le cabinet Cambres pour un montant inférieur à 25 000 euros, et le cabinet Lenz und Johlen pour un montant inférieur à 25 000 euros.

### En France
Decathlon déclare à la Haute Autorité pour la transparence de la vie publique exercer des activités de lobbying en France pour un montant qui n'excède pas 100 000 euros sur l'année 2020.

## Fondation Decathlon
La Fondation d'entreprise Decathlon, créée en 2005, indique permettre à des personnes en situation de fragilité de s’intégrer dans la société et de mieux vivre en passant par la formation, l’apprentissage ou encore la pratique d’une activité physique. Les projets sont portés par des salariés de Decathlon.[source insuffisante]

## Sponsoring

### Jeux olympiques 2024
Decathlon est un sponsor officiel des Jeux olympiques et paralympiques de Paris 2024. Ce partenariat a permis à l'entreprise de réaliser un important impact commercial, notamment en France et en Belgique avec de fortes ventes de produits officiels.
En plus de son rôle commercial, Decathlon a fourni les 45 000 tenues des bénévoles des Jeux, contribuant ainsi à la visibilité de la marque. Decathlon a également créé une Team athlètes composée de 33 sportifs, dont le judoka Teddy Riner, dans le cadre de son soutien aux athlètes de haut niveau.

### Football - Kipsta
- Championnat de France de football fournisseurs de ballon à partir de 2022 pour 5 ans
- RWD Molenbeek, équipe de football belge
- Sporting de Charleroi, équipe de football belge
- KV Oostende Équipe de football belge
- Valenciennes FC équipe de football du Valenciennes FC à partir de la saison 2016-2017 pour 3 saisons[121]
- Sporting club de Bastia
- Antoine Griezmann, ancien joueur international français de football
- Marinette Pichon, ancienne joueuse internationale française de football et actuelle Directrice Générale au sein du Football Club Féminin de Juvisy[122].
- Stade Pierre-Mauroy (Villeneuve-d'Ascq), "Decathlon Arena Stade Pierre Mauroy" par accord de nommage
- RAAL La Louvière, équipe de football belge (nationale 1)
- Europa League et Conférence League, pour les ballons, dès la saison 2024/2025.

### Rugby - Kipsta
- Castres Olympique de 2014 à 2018[123].

### Cyclisme - B'twin / Van Rysel - Rockrider
- L'équipe cycliste AG2R - Decathlon Cycle (de 2000 à 2006) puis B'Twin (2007) puis Decathlon - AG2R La Mondiale (dès 2024).
- Van Rysel devient sponsor titre de l'équipe cycliste Roubaix Lille Métropole à partir de 2023[124].
- En 2012, b'Twin devient partenaire textile de l'équipe cycliste FDJ[125] puis Van Rysel de l'équipe Cofidis, en 2023[126].
- La structure junior Van Rysel – AG2R LA MONDIALE de 2008 à 2020[127]
- VTTiste Pierre Geoffroy Plantet[128]
- L'équipe internationale de VTT XCO Rockrider-Ford depuis 2022.

### Basket
- NBA
- Alexandre Sarr, joueur français évoluant en NBA

### Autres sports
- Stéphane Diagana (athlétisme), partenaire technique de Kalenji depuis 2011[128].
- Royal Racing Club de Bruxelles (Hockey sur Gazon)
- Coupe du monde de biathlon